# بريميلكوري
بريميلكوري (بالإيطالية: Premilcuore)‏ بريمايكور بلغة رومانيولو (Premaicur) هي بلدية في مقاطعة فورلي تشيزينا في إقليم إميليا رومانيا في إيطاليا، وتقع على بعد حوالى 70 كم (43 ميل) جنوب شرق بولونيا وحوالي 35 كيلومترا (22 ميل) جنوب غرب فورلي.

## السكان
في سنة 1861 بلغ عدد السكان 1٬809 نسمة، وتطور العدد ليصل في سنة 2011 لـ 803 نسمة.
يظهر هذا المخطط البياني تطور النمو السكاني لـ بريميلكوري